# Folkrepubliken Polen
Folkrepubliken Polen var det officiella namnet på Polen åren 1952–1989.

## Åren efter kriget 1945-1947

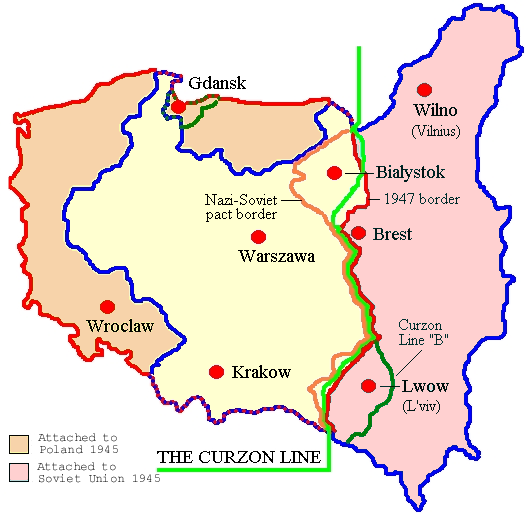
Polen före och efter andra världskriget.

Den 22 juli 1944 i Lublin i sydöstra Polen innan landet blivit befriat från Tyskland bildades Polsk Kommitté för Nationell Befrielse, PKWN, som en interimsregering ställd under Sovjetmakten, medan den polska exilregeringen befann sig i London. Denna regering hade företrätt Polen sedan 1939 och var den lagliga fortsättningen på Polens sista regering före kriget.
Exilregeringen hade stöd i den polska hemarmén (Armia Krajowa, AK) som bland annat organiserat Warszawaupproret 1944 och liknande folkresningar mot tyskarna i Lwów och Wilno. PKWN å andra sidan backades upp av Röda Armén, NKVD och general Zygmunt Berlings polska folkarmé, där officerskåren var huvudsakligen sovjetisk. Två andra organisationer som Bondebataljoner (Bataliony Chłopskie) och det kommunistiska Folkgardet (Gwardia Ludowa) inordnades bakom PKWN.
I och med att Röda armén ryckte fram tog PKWN och NKVD itu med det "kontrarevolutionära" hemmaarmén och de ultranationalistiska uttalade antikommunistiska organisationen Nationella Väpnade Styrkorna (Narodowe Siły Zbrojne, NSZ). Väpnade strider pågick flera år efter krigets slut. AK- och NSZ-medlemmar som demilitariserade blev ofta utsatta för avrättningar, trakasserier och 50 000 AK-soldater blev deporterade till sovjetiska GULAG. Många polska officerare blev, efter flerårig kamp i polska motståndsrörelsen, förnedrande dömda av kommunistiska uppvisningsdomstolar för "samarbete" med nazisterna.
Vid krigets slut fanns över 200 000 polska soldater på västfronten, och många av dem vägrade, efter tidigare deportering till GULAG, återvända till Polen under sovjetiskt styre. Ungefär 0,5 miljon polacker stannade efter kriget i väst, huvudsakligen i Storbritannien, USA, Kanada och Australien. 1,5 miljoner polska fångar och slavarbetare från tyska arbetslägren återvände mellan 1945 och 1947. 1,5 miljoner invånare från östra Polen, som övertogs av Sovjetunionen och 2 miljoner polacker från landets centrala delar förflyttades till de nya västra områdena som Polen fick som kompensation efter andra världskriget. Den tyska befolkningen från de forna tyska områdena (som kom att heta Återvunna områden (Ziemie Odzyskane)) fördrevs västerut - totalt 8 miljoner från i främst Brandenburg, Ostpreussen, Pommern och Schlesien. Strax efter kriget bodde i Polen 24 miljoner, mot 36 miljoner före kriget. Etniciteten blev mer homogen, mot den multinationella före kriget.
Den judiska befolkningen minskade till 200 000 från över tre miljoner före kriget och ytterligare 150 000-175 000 judar återvände från deporteringen i Sovjetunionen åren närmast efter kriget. Efter en pogrom i Kielce den 4 juli 1946, troligen iscensatt av säkerhetsstyrkorna, och flera andra fientligheter där sammanlagt 500-1 500 judar dödades, kom långt över 100 000 av judar att emigrera. Till exempel i en lyckad flykt organiserad av en sionistorganisation (Operation "Brikha") i februari 1947 deltog 127 722 och 11 500-16 500 flydde på egen hand. Till viss del kan man förklara att förföljelserna fick pågå med att landet befann sig i ett tillstånd av inbördeskrig och laglöshet.
Den judiska frågan i polsk politik blev även i fortsättningen (ända tills idag) ett infekterat ämne, och ytterst motsägelsefullt. Myndigheter kunde komma med instruktioner för sina lägre tjänstemän att inte diskriminera eller trakassera judar, och samtidigt blunda för när judar bad om hjälp eller anmälde missförhållandena. En iögonfallande mängd höga politiker kunde vara av judisk börd, med förpolskade namn (till exempel Rapacki istället för Rapaport), liksom högre poster inom säkerhets/inrikesministeriet kunde vara besatta till 30% av judar, medan dess minister, Mieczysław Moczar, var en aktiv antisemit. Först i den tredje republiken tog man lagligt itu med förföljelser av judar, när Institut Pamięci Narodowej (IPN, Institut för Nationellt Minne) utredde flera rasistiska dåd (pogromer, mord, orättvis behandling i domstolar etc.) mot judar under 2000-2002.
Den polska säkerhetsstyrkan UB, Säkerhetsämbetsverk (Urząd Bespieczeństwa), var direkt underställd sovjetiska NKVD och bedrev sin utrensning enligt samma principer. R.J. Rummel skattar att åren 1945-1948 dödades cirka 1,6 miljoner polacker (enligt begreppet democid, d.v.s. dödsfall med statens goda minne).
Landet var i stort sett i ruiner, befolkningen undernärd, det var akut brist av bostäder, familjer var splittrade, och det fanns mängder av föräldralösa barn och invalider. Till skillnad mot Sovjetunionens jordbrukspolitik avstod partiet från att systematiskt förstatliga eller kollektivisera jordbruket. De flesta jordbruksenheter var små. Ett antal statliga jordbruk, så kallade PGR (Statlig jordbruksfarm, Państwowa gospodarka rolna), bildades genom uppköp, men totala arealen förblev relativt liten (cirka 10%) under hela folkrepublikens historia.
All makt utövades av NKVD-lojala kommunister. Polska Arbetarpartiet (Polska Partia Robotnicza, PPR) hade vid valet 1947 cirka 0,5 miljoner medlemmar, mot närmaste konkurrenten, Polska Bondepartiet (Polskie Stronnictwo Ludowe, PSL) med en miljon medlemmar.
Vid en uppgjord folkomröstning 30 juni 1946 antogs avskaffande av senaten, godkännande av provisorisk ekonomisk plan och godkännande av Polens nya västgräns längs Oder och Neisse. Räkningen av röster sköttes av kommunistpartiet och det blev 68% 3X-ja röster. Enligt hemlig PPR-uppgift var det egentliga utfallet bara 27%. Vid ett "val" 19 januari 1947 fick PPR 27% av rösterna medan PSL 60-70%. Resultatet förfalskades och förblev en väl bevarad hemlighet genom hela livstiden av den Polska Folkrepubliken. Officiellt proklamerades att PPR fick 80% och PSL 10%. Före valet blev även flera PSL-medlemmar arresterade av olika anledningar och ett antal valbara kandidater och aktivister mördades i svårförklarade omständigheter.
Den första regeringen leddes av prokommunisten Józef Cyrankiewicz. Exil-premiärminister Stanisław Mikołajczyk återvände till Polen före valet och var PSL:s kandidat, men tvingades fly till väst efter valet.

## Stalinistperioden 1947-1956
Åren 1947-1948, efter Titos och Jugoslaviens avhopp stärkte Stalin greppet över östblocket och visade öppet sin avsaknad av förtroende för den polska ledningen. Förespråkarna för mildare socialism, som förste partisekreteraren Władysław Gomułka fängslades och ersattes av stalinisten Bolesław Bierut. Den polsk-sovjetiske marskalken Konstantin Rokossovskij fick agera "guvernör", och 1952 var 75% av den polska armén besatt av sovjetiska generaler. Mellan 1945 och 1956 utdömdes 5 000 dödsdomar av politiska orsaker. Tiotusentals blev dömda till kortare eller längre fängelsestraff. Säkerhetspolisen samlade akter om en tredjedel av den vuxna befolkningen.
1950 var hela den privata sektorn utslagen och planekonomi enligt sovjetiska förebilder infördes. I sexårsplanen (1950-1956) byggdes bland annat Nowa Huta, ett stort stålverk och en tillhörande "socialistisk stad" uppfördes nära Kraków, personbilsfabrik i Warszawa (FSO Warszawa) och lastbilsfabrik i Lublin (FSC "Lublin"), och brunkolsgruva i Konin. Massiva insatser för att återuppbygga de bombade städer och infrastrukturen krävdes över hela landet. Krigsruiner i städerna förblev en vanlig syn ända in i början på 60-talet. Matproduktion var otillräcklig och ransonering infördes vid flera omgångar. Polen led också av bristen på utbildat folk och ledare, då intelligentian var målet för systematisk utrotning av tyskarna i den västra delen, av sovjeterna i den östra delen av Polen och slutligen genom politiska utrensningar av den nya regimen. Polen har förlorat 20 procent av sin population mot 7 procent för Tyskland och 1 procent för Storbritannien och USA vardera, och 11 procent i Sovjetunionen. Bara i Warszawa dog fler människor än i USA i både det europeiska och stilla havskrigszoner. Den massiva hjälp som till exempel Tyskland fick för återuppbyggnad genom Marshallhjälpen förvägrades Polen liksom de andra länderna inom sovjetblocket. Polsk industri har också under kriget plundrats först av Tyskland och därefter av Sovjetunionen. Nästan all kol- och industriproduktion skeppades till Sovjetunionen. Viss humanitär hjälp kom fram, huvudsakligen filtar, kläder och mat från UNRRA (United Nations Rescue and Relief Associations) och även då kom in i den kommunistiska nomenklaturans fickor.
1952 började Radio Free Europe sina CIA-finansierade propagandasändningar på polska, och bidrog till att motverka de statskontrollerade medias variant av propaganda. Genom att lägga ihop och dra ifrån kunde folket få en helhetsbild, även om lyssnandet på RFE var straffbart.

Polens statsvapen under kommunistiskt styre. Notera avsaknaden av kungakrona ovanpå den vita örnens huvud.

1952 infördes en ny konstitution där arbetarklassen utnämndes till den ledande klassen i samhället, och Folkrepubliken Polen (Polska Rzeczpospolita Ludowa) utropades. Från och med detta års val, fanns det bara en möjlig röstsedel dominerad av PZPR, Polska förenade Arbetarpartiet. I de obligatoriska valen till Sejmen fick partiets kandidater, inte överraskande, 99% av rösterna.
Trots att kommunistpartiet försökte dominera den politiska scenen skedde dock en del demonstrationer av civilkurage, som när till exempel den katolska tidningen Tygodnik Powszechny, som den enda tidningen i hela östblocket, vägrade publicera sorgeskrift över den avlidne Josef Stalin, blev tidningen nerlagd under tre år och redaktionen miste sitt arbete.
Den 14 maj 1955 bildades Warszawapakten som ett led att dels motverka NATO och dels för att knyta närmare östblocksländerna till Sovjetunionen.
Kulturen under Stalinperioden levde ett undanskymt liv, huvudsakligen på grund av politisk styrning och sovjetisering, där man till exempel krävde att författare skulle framhäva Sovjetunionen och gärna leverera berättelser om mönsterarbetare, partiledarnas krigsminnen eller om amerikanska spioner och sabotörer som ständigt hotar samhället.
Den 12 mars 1956, tre år efter Stalins död, dog "lägligt" även Bierut i Moskva, strax efter att Chrusjtjov den 25 februari levererade sitt "hemliga tal" som satte punkt på den hårdföra stalinismen. Händelserna gav upphov till tryck på regeringen att komma med reformer. Amnesti för tusentals politiska fångar proklamerades, men det räckte inte för att stoppa missnöjet. Vid ett uppror 28 juni i Poznań kom till drabbningar mellan arbetare och militärer med stridsvagnar, ditskickade av Rokossovskij. Gomułka som också släpptes ut från fängelset lyckades förhandla med Chrusjtjov och övertyga honom om att Polen med sin historia och traditioner krävde en speciell polsk lösning. En massiv styrkeuppvisning skedde också 25-26 augusti 1956 vid firandet av 300-årsdagen av försvaret av Częstochowa mot svenskarna (Karl X Gustavs invasion), då över en miljon katoliker besökte den Svarta Madonnas kyrka. Polen lyckades hitta en fredlig väg ur det låsta läget, just medan sovjetiska stridsvagnar började rulla mot Warszawa - till skillnad till Ungern där kulmen blev det blodiga Ungernupproret samma år.

## Gomułkaperioden 1956-1970

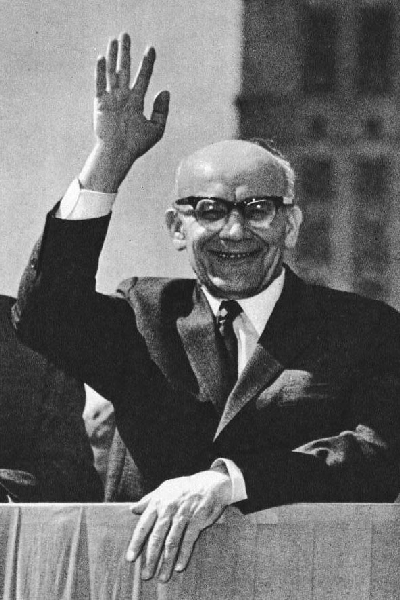
Władysław Gomułka.

Władysław Gomułka var sedan 1926 medlem av polska kommunistiska partiet (KPP) och efter en kortare vistelse i Moskva 1934 återvände han till Polen, där han blev fängslad det mesta av tiden till krigsutbrottet. Sedan 1939 levde han i exil Sovjetunionen och 1934 lyckades han övertyga Stalin att få återskapa Polska Arbetarpartiet (PPR) som tidigare mördats ut av NKVD. I exilen var han en av centralpersonerna bland de polska kommunisterna, och var en av frontfigurerna i den provisoriska regeringen under 1945 innan han kom i onåd genom att ha förespråkat en mildare variant av kommunism. Efter återkomsten till regeringen 1956 fick Gomułka en ganska bred popularitet tack vare liberalisering inom vissa ramar. Relationerna med den katolska kyrkan förbättrades. Det råa stalinistiska förtrycket stoppades, säkerhetsstyrkorna minskades, även om de fortsatte att spela viktig roll. Sovjetiseringen av militärer och förvaltningen stoppades, Rokossovskij blev hemskickad till Moskva. Export av kol och andra produkter till Sovjetunionen skulle inte längre ske för symboliska priser. 200 000 polacker som hölls i Sovjetunionen fick återvända. Handelsrelationer med USA normerades 1960 genom att Polen utnämndes till en gynnad nation.
Kulturen fick ett uppsving - filmmakare som Andrzej Wajda och tonsättare som Witold Lutosławski, Andrzej Panufnik och Krzysztof Penderecki blev uppmärksammade över hela världen. Avantgardemusik fick till och med en egen festival genom Warszawa-höst (Warszawska jesień). Humoristen Sławomir Mrożek och science fiction-författaren Stanisław Lem fick genombrott. Panufniks avhopp till väst gjorde att hans minne, liksom flera andra avhoppares till exempel filmregissören Roman Polanskis, retuscherade partiet bort från det polska kulturmedvetandet. Det var ett vanligt sätt att hantera obekväma individer eller händelser - dem talade man helt enkelt inte om.
Missnöjet med det illa fungerande livsmedels- och distributionssystemet var allmänt. Varubrist och trixande för att klara av vardagen ledde till korruption och en parallellekonomi där man bytte tjänster och varor med varandra. Inofficiell dollarekonomi frodades också - det fanns statskontrollerade affärer där man kunde få tag i det mesta, bara man betalade med västvaluta, som förväntades komma från släkten utomlands. Partifunktionärer, nomenkatauran, hade också en egen lösning på bristproblemet - egna dolda affärer. Gomułka tillät privata fåmansföretag och hantverkarrörelser, även om de ofta motarbetas av byråkratin. Privata jordbruksrörelser, som grönsaks- och blomodlingar blev från andra delen av 1960-talet en lönsam sysselsättning som hjälpte till att lösa en del av problemen med livsmedelsförsörjning.
Även om liberalisering av kulturlivet och viss åsiktsfrihet accepterades genom att till exempel katolska institutioner och författare fick verka var den ideologiska synen inom det kommunistiska partiet mycket konservativ och lämnade inget utrymme för intern dialog och förnyelse. Det fick till exempel två doktorander Jacek Kuroń och Karol Modzelewski erfara när deras renlärig marxistisk avhandling fick dem 1964 utslängda ur PZPR och den socialistiska ungdomsorganisationen (ZMS) och sedan de skrivit ett öppet brev till partiet fick de tre respektive tre och ett halvt år fängelse. Leszek Kołakowski, en internationellt erkänd marxistisk professor drabbades av anklagelser att vara borgerligt-liberal tvingades lämna partiet och Warszawa-universitetet i förspelet till 1968 års studentrevolt. Både Kuroń och Kołakowski kom senare att överge kommunismen, Kuroń blev en av förgrundsfigurerna i demokratiseringsrörelsen, medan Kołakowski emigrerade till Frankrike och sedan till Storbritannien där han 1972-1991 till sin pensionering undervisade vid Oxford University.
Mars 1968 skedde ett antisovjetiskt studentuppror, framkallad av Dziady (Förfäderna), en uppsättning av nationalskalden Adam Mickiewiczs verk från 1820-21 på Stora Teatern i Warszawa. Upproret spred sig till flera universitet. Regeringens lösning på problemet, förutom att fängsla upprorsledarna, var att skylla alla landets problem på judar, som då, i skuggan av Sexdagarskriget i Mellanöstern, beskylldes för illojalitet genom att vara "sionister" och kallades allmänt i Gomułkas tal "femte kolonnare". 13 000-20 000 polacker av judisk härkomst tvingades utvandra, då de avskedades från sina arbeten - ofta rörde det sig om landets akademiska elit. Utrensningen omfattade även 14 generaler och 40 överstar och partiet, där flera tusen funktionärer avskedades. 
Invasionen av Tjeckoslovakien av Warszawapaktländerna samma vår var den andra omskakande upplevelsen detta år.
Den 7 december 1970 erkände Willy Brandt den polsk-tyska gränsen som var den svåra knuten i relationerna mellan Västtyskland och Polen.
Den 12 december 1970 höjdes livsmedelspriserna, vilket ledde till kravaller i Gdynia, Gdańsk och Szczecin. 39-44 demonstranter dödades och 3 tusen anhölls av en insatsstyrka bestående av 5 tusen poliser, 27 tusen soldater och 550 stridsvagnar. Det förekommer även uppgifter om uppror i Kraków.
Gomułka avgick - officiellt av hälsoskäl - den 20 december 1970 och Edward Gierek, partichefen från Sląsk/Schlesien tog över uppdraget som förste sekreterare i PZPR.

## Gierekperioden 1970-1981

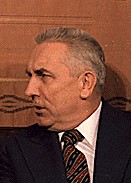
Gierek, 1977.

Edward Gierek, med bakgrund som kommunistisk agitator före andra världskriget i franska och belgiska gruvdistrikt, och som deltagare i belgiska motståndsrörelsen under kriget (han återvände till Polen först 1948), skilde sig från de andra kommunistiska ledarna i PZPR. Gierek tog över efter kravallerna och strejkerna vid kusten och omedelbart jobbade hårt för att öppna en dialog med folket, och blev snart en flitig besökare av allehanda arbetsplatser. Trycket från folket för att höja levnadsstandarden och efterlikna västvärldens levnadsvillkor ledde till stor belåning i väst, tecknande av licensavtal för industritillverkning, utbyggnad av industri för konsumtionsvaror. Andel av konsumtion i BNP ökade från 25% till 40% under 1970-talet. Jordbrukets mekanisering ökades liksom användning av konstgödsel.
Täta kontakter med västledare som i amerikanska presidenterna Richard Nixon, Gerald Ford, Jimmy Carter, tyske presidenten Walter Scheel och kanslern Willy Brandt samt den franske presidenten Valéry Giscard d'Estaing ökade den politiska avspänningen och skapade mängder av handelskontrakt. Till viss del minskade samtidigt det sovjetiska inflytandet, men det fick balanseras med polska investeringar i och export till Sovjetunionen.
Avtalet vid Helsingforskonferensen från 1975 där östblocket påstod sig uppfylla medborgarrätt sporrade många dissidenter till att uttrycka hittills förbjudna idéer. Arbetarupproren i juni 1976 i Radom, Ursus och flera städer, till följd av pris- och avgiftshöjning, slogs ner med massarresteringar. Detta ledde till att flera organisationer som Kommitté för arbetarnas försvar (Komitet Obrony Robotników, KOR) och Fri Fackförening bildades, med namn som till exempel Jacek Kuroń och Adam Michnik. Prishöjningen drogs tillbaka av regeringen och lönerna skrevs upp, vilket spädde på inflationen.
Valet av Karol Wojtyła till påven (Johannes Paulus II) 1978 stärkte kyrkans ställning i Polen, som en motkraft till det kommunistiska systemet, eldade på nationalistisk stolthet och gav moraliskt stöd för vidare uppror. Kyrkan uttalade tydligt stöd för medborgarrätt och mot repressioner.
Oron, strejkerna och protesterna fortsatte resten av 1970-talet och vid strejkvågen under juli/augusti 1980 bildades den fria landsomfattande fackföreningen "Solidaritet (Solidarność)" under ledning av en 37-årig elektriker vid Leninvarvet i Gdańsk, Lech Wałęsa. Efter förhandling mellan Wałęsa, katolske journalisten Tadeusz Mazowiecki, historiken Bronisław Geremek och regeringens representanter avslutades strejkerna och fria fackföreningar blev tillåtna.
Partiet avsatte den 6 september 1980 Gierek och en övergångsbyråkrat, Stanisław Kania, tog över. Vid den spända situationen som hade paralleller med Pragvåren hotade USA (Jimmy Carter och säkerhetsrådgivaren Zbigniew Brzezinski) den 4 december 1980 Sovjetunionen med sanktioner om de skulle invadera Polen. Kania lyckades lugna ner situationen i landet, och den 18 oktober 1981 ersattes han av general Wojciech Jaruzelski som förste sekreterare i PZPR.

## På väg mot sammanbrottet 1981-1989

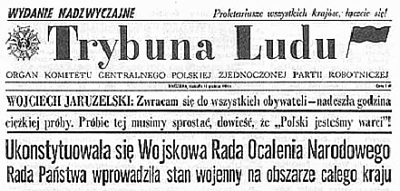
13 december 1981. Förstasidan av Trybuna Ludu. Undantagstillstånd införs.

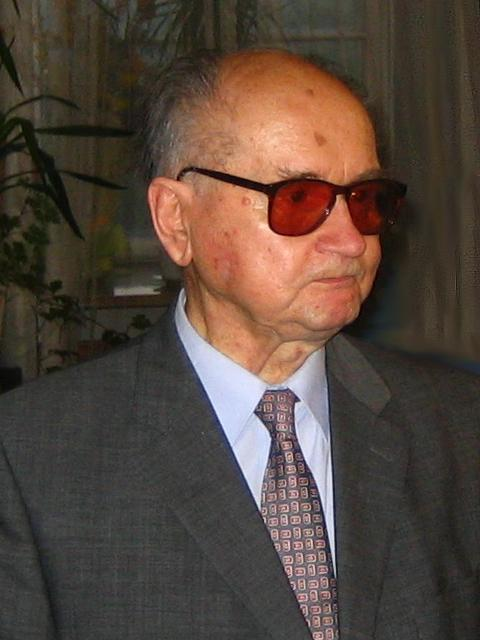
General Wojciech Jaruzelski.

General Wojciech Jaruzelski kom från en polskpatriotisk och adlig familj. Hans far deltog i polsk-sovjetiska kriget 1919-1921, liksom hans farfar i januariupproret 1863 mot Ryssland. Efter polsk-sovjetiska kriget 1939 blev Jaruzelski och hans familj deporterade till Sibirien. När generalerna Władysław Anders och Władysław Sikorski 1941-1943 samlade ihop polacker från de sovjetiska arbetslägren för utvandring till Persien lyckades inte Jaruzelski att hitta vägen för att ansluta sig. Det finns en del oklarheter varför Jaruzelski inte följde med Anders, eller om han valde att stanna. Han följde istället med de sovjetunderställda polska styrkor som deltog i Polens befrielse, efter en sovjetisk officersutbildning. Från 1960-talet hade han höga militära uppdrag och 1968-1983 var han Polens försvarsminister.
När Jaruzelski tog över ledningen av PZPR blev en av hans första åtgärder att utlysa ett krigstillstånd den 13 december 1981. Senare förklarade han att hans avsikt var att rädda Polen undan sovjetisk invasion, lik Tjeckoslovakien 1968 eller Ungern 1956. Jaruzelski satte upp Militärt Råd för Nationell Räddning (Wojskowa Rada Ocalenia Narodowego, WRON). 6 000 Solidaritet-aktivister, inklusive Lech Wałęsa omedelbart arresterades och internerades. Hela samhället, inklusive fabriker, kommunikationsmedel ställdes, under militär kontroll. Med undantag för nio dödade gruvarbetare, i gruvan Wujek, skedde statskuppen utan större blodspillan.
Snart återställdes skenbar ordning och folk återvände till arbete, men svår brist på praktiskt taget allt uppstod. Ransonering av flera artiklar infördes. Från utlandet kom stora hjälpleveranser i form av livsmedel, hygien- och sjukvårdsartiklar, kläder och andra bristvaror. Central Intelligence Agency, liksom fackföreningar och andra organisationer i väst bidrog också med illegala insmugglade tryckerier som användes för framställning av samizdat. Solidaritet och kyrkan agerade bestämt för att enbart fredliga medel skulle användas, och lyckades tysta ner röster som förespråkade terror och sabotage. Två Nobelpris tilldelade med överraskande tajming förstärkte polackernas motstånd - Czesław Miłosz (litteraturpriset 1980) och Lech Wałęsa (fredspriset 1983). I november 1982 släpptes Wałęsa och i juni 1984 drogs krigstillståndet in. Solidaritet förblev illegalt nästan tills folkrepubliken avskaffades 1989, men det hindrade inte att Solidaritets flaggor exponerades vid olika kyrkliga sammankomster. Vid påvens andra Polenbesök 1983, där 10 miljoner polacker som kom ut för att möta honom, krävde påven öppet och i samtal med Jaruzelski att Solidaritet borde legaliseras. I oktober 1984 utförde säkerhetsstyrkor ett mord på fader Popiełuszko, en regimkritiker, vilket blev internationellt omtalat, och allvarligt fläckade ner regimens anseende.
Skulder till utlandet uppgick till 40 miljarder dollar år 1988 och det fanns ingen vilja att låna ut mera, och dessutom var USA:s ekonomiska sanktioner aktiva. Vid andra halvan av 1980-talet fortsatte industriell produktion att falla, priser ökade och butiker stod utan varor. 1986 släpptes de återstående politiska fångarna och Solidaritets ledarna, även om organisationen inte var legal, kunde arbeta mer öppet. "Rundabordsamtal" i början på 1989 ledde till att en ny konstitution utarbetades med återinförande av Senaten och fria val skulle genomföras, där PZPR skulle garanteras en ledande roll. Solidaritet blev åter legal. Det första valet visade sig vara stor förlust för PZPR. 99 av 100 platser i Senaten vanns av Solidaritetstödda Medborgarkommittén, liksom alla platserna i Sejmen som PZPR gick med på att göra öppna för fritt val. Den 3 juli 1989 uttalade sig Michail Gorbatjov att Polen var fritt att självt bestämma sin politik. I en kompromisslösning valdes Jaruzelski till president, och den 19 augusti fick Tadeusz Mazowiecki i uppdrag att bilda en koalitionsregering, med PZPR, ZSL (förenade arbetarpartiet, Zjednoczone Stronnictwo Ludowe) och SD (demokraterna, Stronnictwo Demokratyczne). Mazowiecki blev därmed den förste icke-kommunistiske regeringschefen i östblocket.
Den 29 december 1989 slutade Polen kallas Folkrepubliken Polen, och en ny era inleddes med Republiken Polen, som en oberoende demokratisk stat.

## Kronologi 1945-1989
Se även: Tidsaxel över Polens historia, perioden 1945-1989